# Trichomanes seilowianum
Trichomanes seilowianum är en hinnbräkenväxtart som beskrevs av Presl. Trichomanes seilowianum ingår i släktet Trichomanes och familjen Hymenophyllaceae. Inga underarter finns listade.